# Bratr Řehoř
Bratr Řehoř, také Řehoř Krajčí nebo Krejčí (1420 – 12. srpna 1474 Brandýs nad Orlicí) byl jednou z nejvýznamnějších osobností české reformace. Byl ústřední postavou v prostředí laických skupin zejména husitského původu, z nichž se po polovině 15. století vytvořila Jednota bratrská.

## Život
O jeho původu jsou k dispozici pouze kusé informace. Bratrské Nekrologium jej označuje za člověka rytířského stavu a na základě toho lze předpokládat, že pocházel z nepříliš zámožné šlechtické rodiny. Sporadické pokusy o jeho identifikaci s některou historicky doloženou postavou byly jinými badateli odmítnuty. V letech 1448‒1457/1458 pobýval jako laický bratr v pražském klášteře Na Slovanech, ale nestal se knězem. Stýkal se s Petrem Paynem, Petrem Chelčickým a později též Martinem Lupáčem. Některé prameny jej označují za synovce husitského kněze a kazatele Jana Rokycany, jiné prameny to popírají.
Jako patron a patriarcha stál po polovině 15. století u zrodu Jednoty bratrské. Vedl skupinu Rokycanových posluchačů, která někdy mezi lety 1457‒1458 odešla z Prahy a usadila v Kunvaldu u Žamberka, kde chtěla vytvořit neformální středisko intenzivní laické zbožnosti. Postupná integrace dalších podobně orientovaných skupin (čemuž vydatně napomáhal Řehoř svým misijním působením) vedla k početnímu růstu společenství a ke zvětšující se nezávislosti na hlavním proudu utrakvistů i římské církvi. Tento proces vyvolal napětí mezi Řehořem a utrakvisty, reprezentovanými Janem Rokycanou. Jeho vyvrcholením byla pronásledování, která Jednotu postihla na počátku 60. let 15. století. Podle zpráv Nekrologia měl být při nich Řehoř dokonce podroben mučení, mučení popisuje i kapitola XIX. Historie o těžkých protivenstvích církve české.

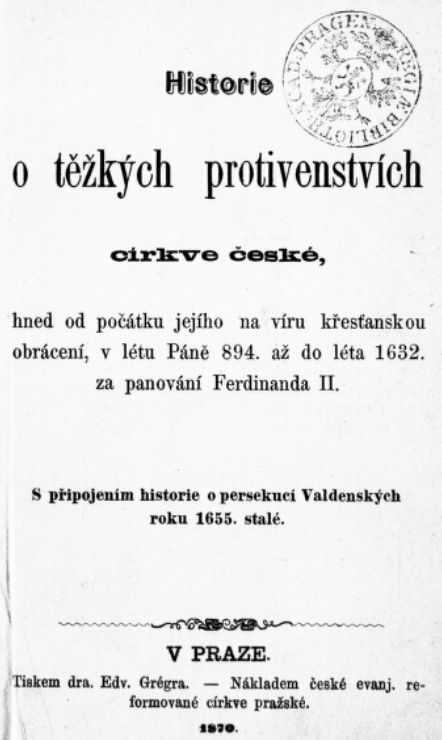

Snaha o větší nezávislost vyvrcholila v Jednotě zřízením vlastního kněžského řádu, k němuž došlo v roce 1467 ve Lhotce u Rychnova nad Kněžnou. Řehoř se sice jedním z prvních tří volených kněží nestal, ale jeho vlivem se v Jednotě již dříve prosadil systém monarchické organizace s jediným správcem a přísnými pravidly, která mimo jiné zakazovala jakoukoli účast na úřední moci, nedovolovala bratřím provozovat obchod a jiná z jejich pohledu mravně závadná zaměstnání. Ke konci svého života se Řehoř usadil v Brandýse nad Orlicí, kde si vystavěl tu chaloupku, kteráž tu byla, kady se vcházelo do zámku Orlíku a dům, kterýž sloul Srub. Podle zprávy téhož pramene byl pohřben nad Brandejsem na Vorlíku ve včelnici.

## Dílo
- Psání panu podkomořímu Království českého. (1461, rkp.) List byl napsán v teplickém vězení a je adresován Vaňkovi Valečovskému z Kněžmosta, jednomu z předních rádců a důvěrníků krále Jiřího z Poděbrad. Vztahuje se k prvnímu pronásledování a žádá zastavení perzekuce bratří.
- Sedm listů Mistru Janovi Rokycanovi (1468‒1469, 1470‒1471, rkp.). Listy, na jejichž formulacích měl Řehoř zřejmě rozhodující podíl, jsou prvním pokusem o souvislejší formulaci bratrského učení a vznikly ve snaze přesvědčit Rokycanu, aby přestal pronásledovat bratry.
- Psání o moci světské neb o moci mečové. (1468–1471, rkp.). Spis, který je Řehořovi připsán na základě údaje čtvrtého svazku sbírky Acta Unitatis Fratrum, je přepracováním Chelčického spisu O trojím lidu a zabývá se poměrem světské moci a pravé církve, resp. pravých křesťanů.
- O církvi svaté. (1470, rkp.). Řehořovo autorství je určeno na základě informace Dekretů Jednoty bratrské z roku 1495.[7] Spis tematicky i organicky předchází traktát Kterak se mají lidé míti k církvi římské, je rozdělen na dvě části bez zvláštního nadpisu, které lze pojmout jako dva samostatné celky, pojednávající o kněžích a o svátostech.
- O ouzké cestě Kristově (1470, rkp.). Spis, v němž se bratří obracejí k lidem všech stavů, vznikl v době druhého pronásledování Jednoty jako obrana bratrského učení (převedeno do současného jazyka zde).
- Spis o dobrých a zlých knězích (1470, rkp.). Bratři obhajují založení vlastního kněžského řádu a zabývají se otázkou platnosti církevních úkonů (zejména vysluhování svátostí) v případě, že se kněz opakovaně dopouští mravních přestupků.
- O zmaření slova (ca 1470, rkp.). Obsahově úzce souvisí s předcházejícím Spisem o dobrých a zlých knězích, jehož hlavní myšlenky opakuje, takže oba spisy bývají někdy pokládány za jeden literární útvar.
- List panu Albrechtovi Kostkovi z Postupic (1470/1471, rkp.). Řehořovo autorství je pravděpodobné, stejně jako podíl jeho druhů na sepsání listu. Řehoř Albrechta informuje, že bratří žádali slyšení před univerzitními mistry a před králem, avšak nebylo jim vyhověno. Žádají alespoň, aby jim byla dopřána svoboda, jaké se těší pravoslavní v Polském království, aby mohli sloužit Bohu v pravdě víry pána Krista, v správě a v naučení apoštolském.
- Kterak se lidé mají míti k církvi římské. (1471, rkp.). Řehořovo autorství je určeno na základě informace Dekretů Jednoty bratrské z roku 1495.[7] Spis shrnuje bratrské představy o tom, co je základem pravé církve, co ji udržuje při životu a podle čeho ji lze poznat. Podrobuje kritice mravní stav dobového kněžstva a hájí zřízení vlastního kněžského řádu.

Kromě těchto spisů je Řehoř autorem několika desítek pastoračních listů, zčásti dochovaných v pátém svazku sbírky Acta Unitatis Fratrum.

### Edice
- BIDLO, Jaroslav (ed.). Akty Jednoty bratrské. Sv. 1. Brno 1915 (edice 1.‒6. listu M. Janu Rokycanovi, listu panu Albrechtovi Kostkovi z Postupic a traktátů O zmaření slova, Spis o dobrých a zlých kněžích, O ouzké cestě Kristově, O církvi svaté a Kterak se lidé mají míti k církvi římské)
- BIDLO, Jaroslav (ed.). Akty Jednoty bratrské. Sv. 2. Brno 1923 (edice 7. listu M. Janu Rokycanovi)
- FIEDLER, Joseph (ed.). Todtenbuch der Geistlichkeit der Böhmischen Brüder. Fontes rerum Austriacarum. Oesterreichische Geschichts-Quellen. Abt. 1. Scriptores. Bd. 5. Wien 1863, 219 (životopisné údaje podle bratrského Nekrologia)
- GINDELY, Anton (ed.). Dekrety Jednoty bratrské. Praha 1865, 2, 36, 83, 224.